# Hoon Lee
Hoon Lee, né le 18 juillet 1973 à Hennepin, dans l'Illinois, est un acteur américain.

## Biographie
Les parents de Lee sont Jung Ja Lee et la Lune Soo Lee de Plymouth, Massachusetts.
Hoon Lee est diplômé de l'Université Harvard en 1994.

### Carrière
Il apparait en 2001 dans une production de Broadway Urinetown. Il a joué de nombreux rôles au fil des années jusqu'à obtenir le rôle de Rosencrantz dans une version musicale de Hamlet.
En 2008, Hoon Lee remporte un "Theatre World Award" pour sa performance distinguée dans le visage jaune.
À la télévision, il obtient son premier rôle en 2003 en incarnant le Dr Mao dans un épisode de Sex and the City. Il fait également des apparitions dans New York, police judiciaire, Fringe, Royal Pains, FBI : Duo très spécial et d'autres séries.
En mars 2012, il incarne Job, un pirate informatique dans la série Banshee.
Au cinéma, il joue des petits rôles dans des films tels que La nuit nous appartient. Début 2012, il joue un manager dans le film Premium Rush.

### Vie privée
Il a épousé Sekiya Lavone Billman en octobre 2008[réf. nécessaire]. Sa femme a travaillé avec lui dans Theater Company de M. Miyagi et ils se sont rencontrés en 2001 lors de l'exécution d'une production de Making Tracks à un avantage à Taipei, Taïwan, pour la deuxième génération , une compagnie de théâtre asiatique-américain à Manhattan[pas clair].

## Filmographie

### Cinéma
- 2007 : La nuit nous appartient (We Own the Night) : Conducteur de l'ambulance
- 2011 : Love Next Door (The Oranges) : Henry Chart
- 2012 : Exposed : Taki
- 2012 : Premium Rush : Manager
- 2016 : Identity Crisis (court métrage) de Dave Macomber
- 2023 : Le Roi singe : l'Empereur de jade (voix)

### Télévision
- 2003 : Sex and the City : Dr Mao (Saison 6, épisode 11)
- 2005 : New York, police judiciaire : Huot Mam (Saison 16, épisode 21)
- 2008 : Fringe : Richard (Saison 1, épisode 5)
- 2009 : The Unusuals : Officier Chung (Saison 1, épisode 4)
- 2009 : Royal Pains : Stu (Saison 1, épisode 9)
- 2009 : FBI : Duo très spécial : Lao Shen (Saison 1, épisode 6)
- 2010 : Blue Bloods : Detective Tuan (Saison 1, épisode 8)
- 2012-2016 : Les Tortues Ninja (Teenage Mutant Ninja Turtles) (série d'animation) : Maitre Splinter (principal, voix (VF : Antoine Tomé))
- 2013 : The Blacklist : Mako Tanida (Saison 1, épisode 16)
- 2013 : Banshee Origins (web-série) : Job (Saison 1, épisode 9 - Saison 2, épisode 1 - Saison 4, épisode 4)
- 2013 : Archer (The Honeymooners) (série d'animation) : (voix) (Saison 4, épisode 9)
- 2013-2016 : Banshee : Job (principal)
- 2014 : Harry Bosch : Reggie Woo (Saison 1, épisode 6)
- 2014 : Hawaii Five-0 : Kee Mun (Saison 5, épisode 15)
- 2017 : Marvel's Iron Fist : Lei Kung (Saison 1, épisode 6)
- 2017: Outcast : Dr. Park (Saison 2)
- 2019-2020 : Warrior : Wang Chao
- 2022 : DMZ : Wilson Lin
- 2025: Your Friends and Neighbors (Vrais voisins, faux amis): Barney Choi

### Jeux vidéo
- 2004 : Grand Theft Auto: San Andreas : Gangster (voix)
- 2009 : Grand Theft Auto: The Lost and Damned : The New Crowd of Liberty City
- 2011 : Homefront : Colonel Jeong / Commandant Park (voix)
- 2013 : Nickelodeon Teenage Mutant Ninja Turtles : Splinter (voix)
- 2014 : Teenage Mutant Ninja Turtles: Danger of the Ooze : Splinter (voix)